# 佐贺女子短期大学
佐贺女子短期大学（日语：／ Saga Joshi Tankidaigaku *），简称佐女短（Sajotan），是一所位于日本佐贺县佐贺市的私立短期大学。

## 概要

### 简介
- 源流成立于1897年[2]。短期大学为于1966年开办[2]、由学校法人旭学园经营。

### 历史
- 1966年 佐贺女子短期大学成立并同时设置一个学科即家政科[2]。
- 1967年 儿童教育学科成立[2]。
- 1968年 家政科分离为两个专攻即家政专攻、食物营养专攻[2]。
- 1970年 第二部成立于家政科。
- 1972年 儿童教育学科分离为两个专攻即初等教育专攻、幼儿教育专攻。
- 1978年 文学科（日文专攻、英文专攻）成立[2]。
- 1986年 今年3月18日家政学科第二部正式停办[3]。今年4月日文专攻变更为日语日文专攻、英文专攻变更为英语英文专攻[3]。
- 1989年 家政学科变更为生活学科、家政专攻变更为生活专攻。生活福利专攻成立[2]。
- 1993年 专科幼儿教育专攻成立[2]。
- 1997年 专科福利专攻成立[2]。
- 2000年 文学科两个专攻即日语日文专攻、英语英文专攻各自招生最后。次年各自合并为文化群体学科[3]。。
- 2002年 生活学科变更为人类生活学科、生活福利专攻变更为护理福利专攻[3]。
- 2004年 儿童教育学科变更为儿童学科[注 1]、初等教育专攻变更为儿童学专攻、幼儿教育专攻变更为乳幼儿保育专攻[3]。
- 2007年 儿童学科两个专攻即儿童学专攻、乳幼儿保育专攻各自招生最后[3]。次年各自合并为儿童学科（没有专攻。）。人类生活学科生活专攻招生最后、次年停止招生[3]。
- 2008年 人类生活学科改编为健康福利学科。
- 2009年 今年3月31日儿童学科儿童学专攻、乳幼儿保育专攻、人类生活学科生活专攻各自正式停办。
- 2010年 今年3月31日专科福利专攻正式停办[3]。
- 2011年 专科幼儿教育专攻变更为儿童学专攻[注 6][4]。。

### 宪章
- 请参看佐贺女子短期大学的标志（页面存档备份，存于） （日語） 2014年1月25日阅览。

## 学校环境
- 校区：在佐贺县佐贺市

## 历任校长
- 西村芳雄：第一代短期大学校长[5]。
- 山田直行：现在短期大学校长就任于2010年[6]

## 组织

### 学科
- 健康福利学科
  - 食物营养专攻
  - 护理福利专攻
- 儿童学科[注 1]
- 职业设计学科[注 2]

### 前学科
- 人类生活学科
  - 第一部[注 3]
    - 生活专攻[注 4]
    - 食物营养专攻
    - 护理福利专攻

  - 第二部[注 5]
- 儿童学科
  - 儿童学专攻[注 6]
  - 乳幼儿保育专攻[注 4]
- 文学科[注 7]
  - 日语日文专攻[注 7]
  - 英语英文专攻[注 7]

### 专科
| - 儿童学专攻 |

### 前专科
| - 福利专攻 |

### 业余课程
| - 日语业余课程 |

### 附属学校
| - 高等学校：佐贺女子短期大学附属佐贺女子高等学校 |

### 附属机关
| - 图书馆 - 终身学习教育中心。 - 育儿社区学院。 |

## 相关條目
- 日本短期大学列表